# Муслиманска заједница Албаније
Муслиманска заједница Албаније (МЗА; алб. Komuniteti Mysliman i Shqipërisë) независна је вјерска организација муслимана у Албанији основана 24. фебруара 1923. године. Сједиште заједнице се налази у Тирани, а садашњи главни муфтија (алб. Kryemyftiu) је Бујар Спахиу.

## Историја
Организовани живот муслимана у данашњој Албанији почео је са османском владавином. Сви муслимани који су живјели у Османском царству били су дио исламске заједнице на челу са султаном, који је замијенио улогу калифа. Током владавине султана Мурата II надлежности калифа пренесене су на великог муфтију. Од тада, велики муфтија је имао титулу шеик-ел-ислама и сматран је највишим исламским вјерским ауторитетом у Османском царству. Међутим, свака регија у којој су живјели муслимани имала је свог муфтију који је био подређен шеик-ел-исламу. Послије независности Албаније 1912. године Исламска заједница Албаније била под управом шеик-ел-ислама у Истанбулу до 1923. године. Пратећи владиним програм, албански муслимански конгрес 1923. године сазван у Тирани одлучио је да прекину везу са калифатом и да оснује Муслиманску заједницу Албаније.
Заједница је била активна до 1967. године, када је комунистички режим Енвера Хоџе прогласио Албанију једином нерелигиозном земљом на свијету, забрањујући све облике вјерске обреде у јавности. Послије пада комунизма 16. новембра 1990. године, Муслиманска заједница Албаније је поново успостављена на челу са главним муфтијом хафизом Сабријем Кочијем.
Са почетком Рата против тероризма Џорџа В. Буша, већина арапских невладиних организација које су финансирале институције МЗА протјеране су из земље или су морале да смање своју дјелатност. Од тада, турске организације — углавном оне блиске духовном проповједнику Фетулаху Гулену са сједиштем у Сједињеним Америчким Државама — преузеле су контролу над њима. Гуленов покрет контролише пет од седам медреса у земљи. Избор Скендера Бручаја за главног муфтију МЗА пратиле су контроверзе. Поједини имами и други исламски клирици сматрали су то незаконитим актом у супротности са правилима МЗА и Бручајевом постављање на тој положај су пучем Фетулаховог покрета.

## Главне муфтије
| Бр.                                          | Име              | Вријеме службе    | Вријеме службе |
| 1                                            | Вехби Дибра      | 12. март 1923.    | 1929.          |
| 2                                            | Бехџет Шапати    | 1929.             | 1942.          |
| 3                                            | Шериф Лангу      | 1942.             | 1945.          |
| 4                                            | Муса Х. Али Баша | 1945.             | 1954.          |
| 5                                            | Сулејман Мирта   | 1954.             | 1966.          |
| 6                                            | Есат Мифтија     | 1966.             | 1967.          |
| упражњено током комунистичке ере (1967—1990) |                  |                   |                |
| 7                                            | Сабри Кочи       | 6. новембар 1990. | 2003.          |
| 8                                            | Селим Муча       | 17. март 2004.    | 8. март 2014.  |
| 9                                            | Скендер Бручај   | 8. март 2014.     | 2. март 2019.  |
| 9                                            | Бујар Спахиу     | 2. март 2019      | тренутно       |